# Međunarodna košarkaška federacija
Međunarodna košarkaška federacija je organizacija koja upravlja i regulira košarkaškim sportom. Najčešće se koristi kratica FIBA, što dolazi od francuskog naziva Fédération Internationale de Basketball. Trenutno je 213 nacionalnih košarkaških federacija član FIBA-e.
FIBA je osnovana u Ženevi 1922. godine, tada pod nazivom Fédération Internationale de Basketball Amateur.  Među osnivačima su bili osam nacionalnih košarkaških saveza sljedećih država:Argentina, Čehoslovačka, Grčka, Italija, Latvija, Portugal, Rumunjska i Švicarska. Za vrijeme Olimpijskih igara u Berlinu 1936 FIBA je imenovala Jamesa Naismitha (1861-1939), oca košarke, za počasnog predsjednika.
FIBA organizira Svjetska prvenstva redovito od 1950. godine za muškarce, te od 1953. za žene. Ova prvenstva se održavaju svake četiri godine u parnim neprestupnim godinama, dakle izmjenjuju se s Olimpijskim igrama.
1989. godine ukinuto je pravilo o amaterizmu, te je time otvorena mogućnost da na Svjetskim prvenstvima i Olimpijskim igrama nastupaju i košarkaši iz profesionalne NBA košarkaške lige, koji do tada nisu smjeli nastupati. FIBA je tada iz naziva izbacila riječ amaterska iz punog naziva, ali je kraticu zadržala i dalje.

## Vanjske poveznice
- FIBA službene stranice  Arhivirana inačica izvorne stranice od 4. studenoga 1996. (Wayback Machine)

| Međunarodna košarka | Međunarodna košarka |
| --- | ------------------- |
| |                     |
| FIBA \| Olimpijske igre \| Svjetsko prvenstvo \| FIBA-ina ljestvica Afrika: FIBA Afrika – Afričko prvenstvo Amerika: FIBA Amerika – Američko prvenstvo Azija: FIBA Azija - Azijsko prvenstvo Europa: FIBA Europa – Europsko prvenstvo Oceanija: FIBA Oceanija – Oceanijsko prvenstvo |                     |

| Međunarodna košarka | Međunarodna košarka |
| --- | ------------------- |
| |                     |
| FIBA \| Olimpijske igre \| Svjetsko prvenstvo \| FIBA-ina ljestvica Afrika: FIBA Afrika – Afričko prvenstvo Amerika: FIBA Amerika – Američko prvenstvo Azija: FIBA Azija - Azijsko prvenstvo Europa: FIBA Europa – Europsko prvenstvo Oceanija: FIBA Oceanija – Oceanijsko prvenstvo |                     |